# Церква Іоанна Богослова (Любойно)
Церква Іоанна Богослова - головна сільська церква в селі Любойно, община Ресен, Македонія. Храм розташований у центрі села. Сільське кладовище знаходиться в межах церкви.
Церква побудована в 1861 році. Під час повстання Іліндена в 1903 році була спалена, а в 1921 році відбудована.

## Будівництво
Церква розташована посеред села. Автентична фасадна структура зовнішніх стін збереглася лише на напівкруглій апсиді, побудованій з красиво оброблених кам’яних квадратів. Усі інші стіни оштукатурені, включаючи купол із восьмигранним барабаном. У період після будівництва та реконструкції церкви із західної сторони  прибудовані нові допоміжні приміщення. Головний вхід до церкви знаходиться на південному фасаді. 

### Фресковий живопис
Настінний живопис датується 1928 роком. На склепінчастих сторонах та бічних стінах не збереглися залишки настінного живопису.

### Іконостас
На передмісті вівтаря є два ряди ікон. Звичайні зображення престольних ікон намальовані в базовому ряду, а зверху - пояси апостолів та сцени з Великих свят. Згідно з написами на іконах, вони датуються 1924-1925 роками. 
Ікони з хору, розміщені на одному з північних стовпів, є роботами того самого живописця, зроблені в 1928 році.

## Галерея

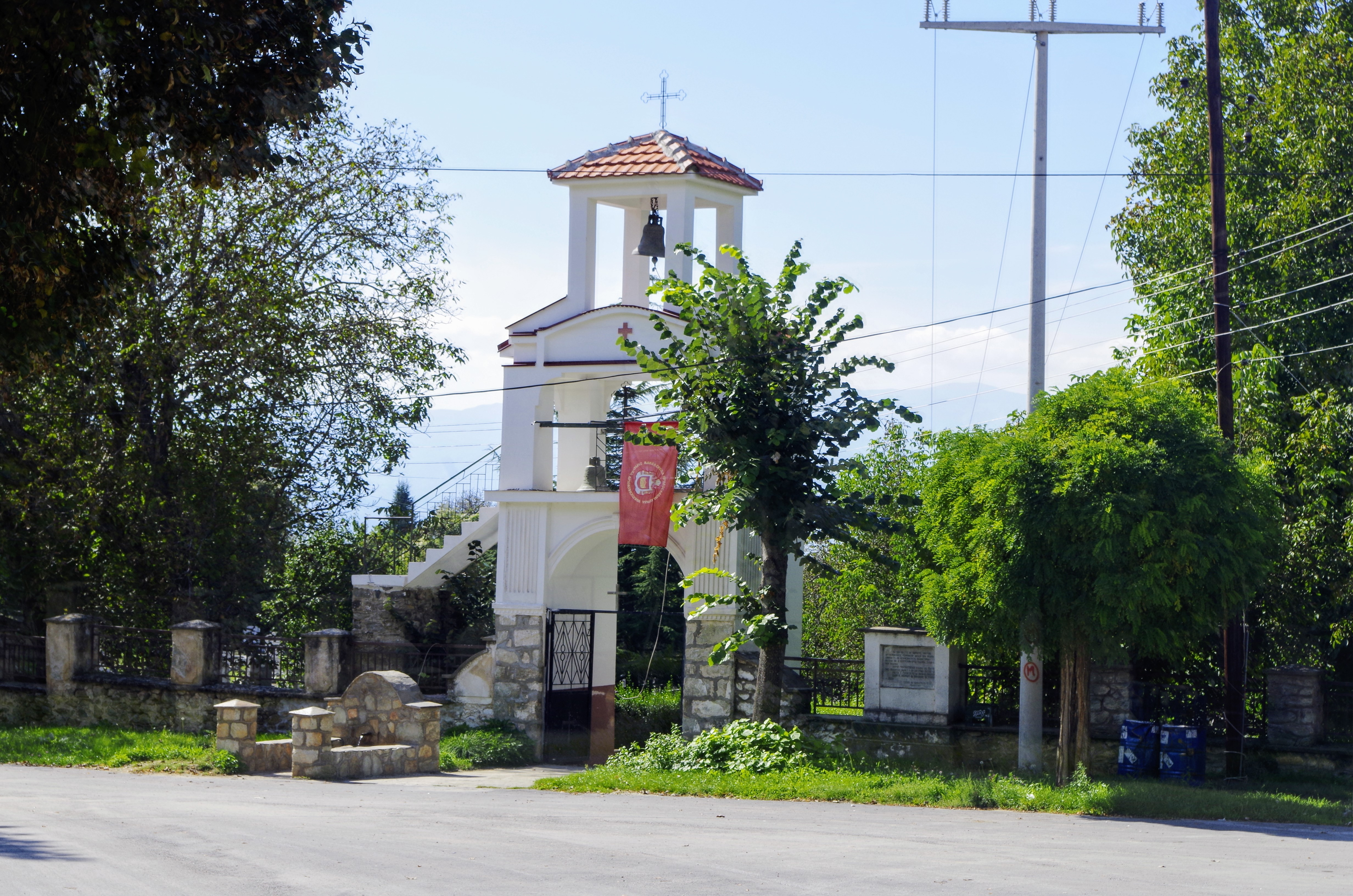
Дзвіниця церкви, яка також виконує функції входу
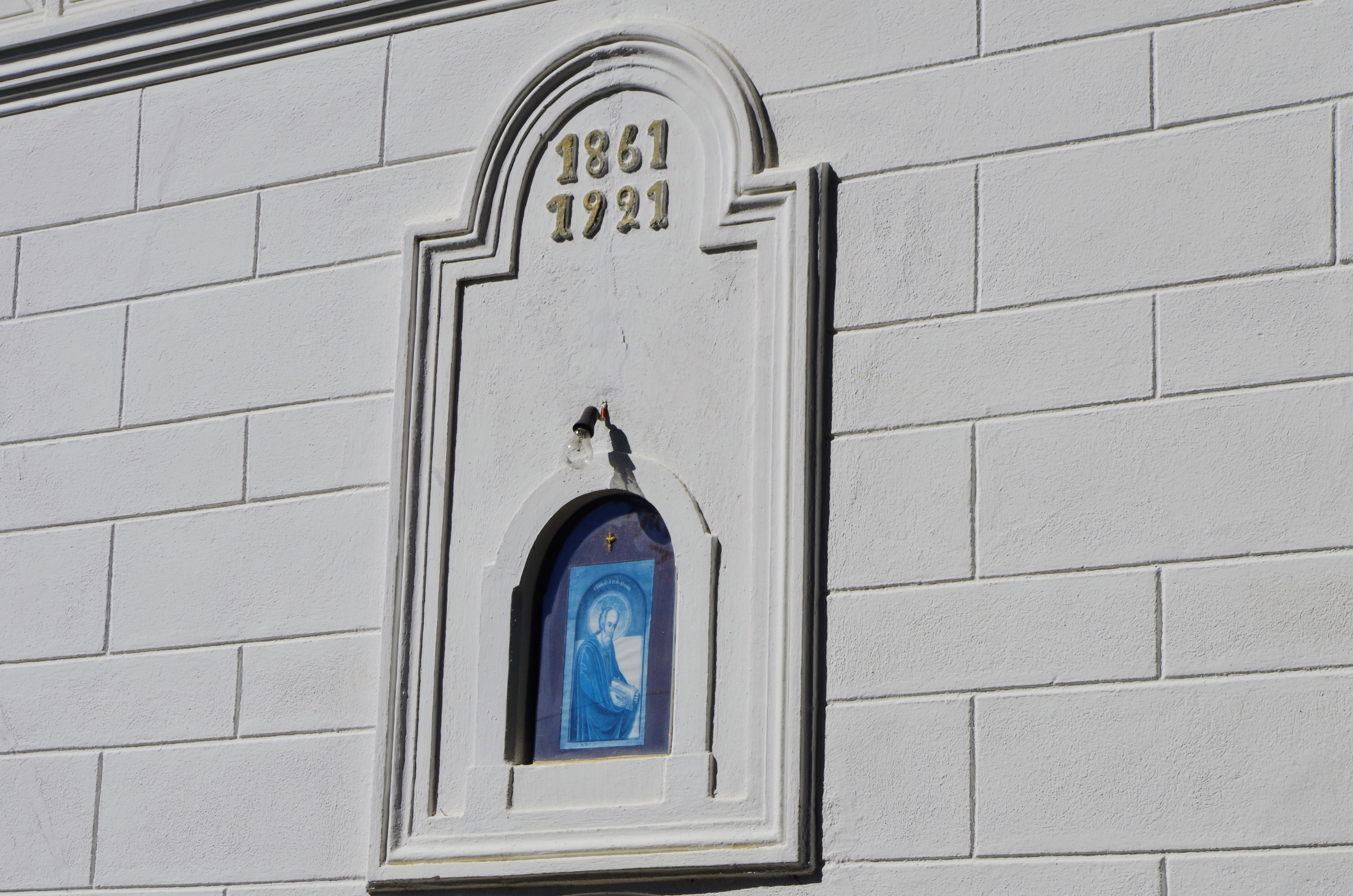
Напис дат будівництва церкви над входом
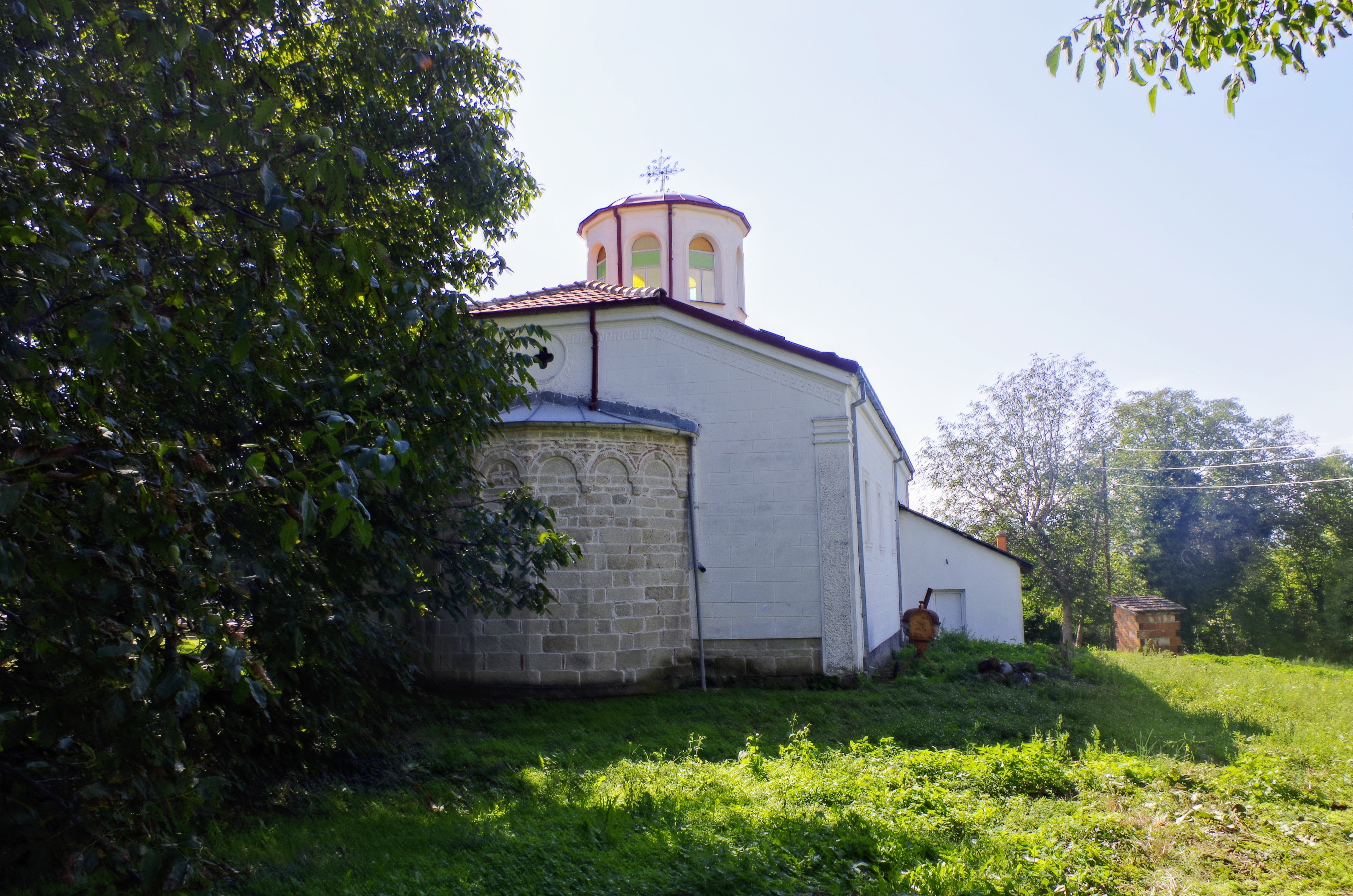
Частина апсиди та тильна сторона церкви
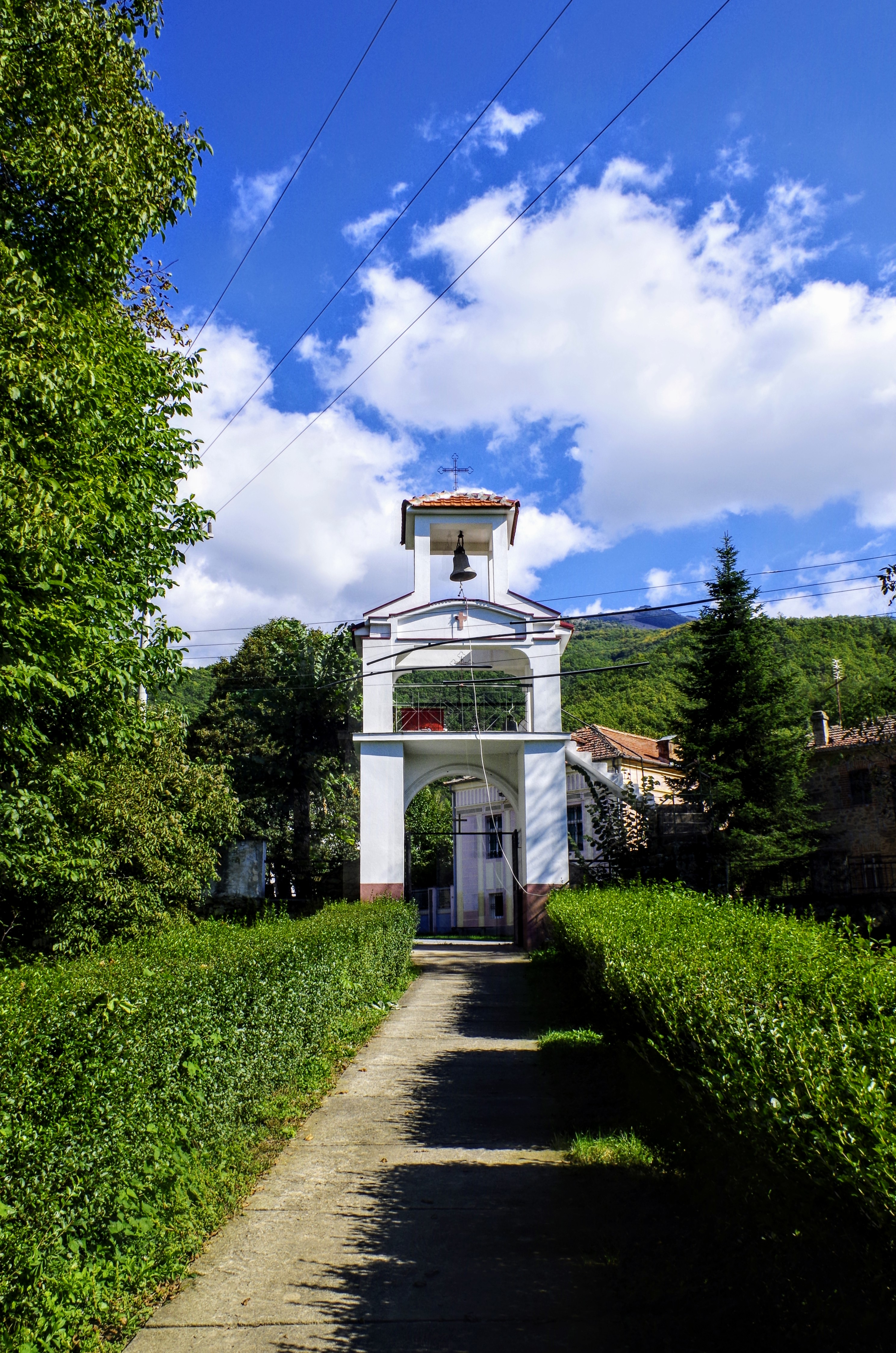
Дзвіниця та стежка до церкви